# Amikor már azt hitted, hogy vége
Az Amikor már azt hitted, hogy vége a Ganxsta Zolee és a Kartel tizenkettedik albuma. Az album címe valószínűleg arra utal, hogy Zoli elfoglaltságai miatt a zenekar esetleg feloszlik, mivel több zenekarral, és több projektben is tevékenykedik, valamint szerepel egy főzőműsorban. 
Az album a régi Karteles időkre emlékeztet, ahol a dalokat hardcore és hip-hop elemekkel is színesítették. Az albumon Zoli mellett Big Daddy Laca, OJ Sámson, és Steve mellett vendégzenészek is közreműködnek a lemezen. Az albumon Majka két dalban is közreműködik, valamint Bede Sarolta népdalénekest is hallhatjuk két felvételen. A Pitbull című dalban Big Daddy Laca kisfia, Kalmár Botond is szerepel Gajzágó Diana, Digo és Donna mellett. Az albumon továbbra is közreműködik Pierrot, és a lemezen továbbra is szerepel Gajdacsi Gábor és Cséry Zoltán zenekara, a Fényes Ösvény is.

## Az album dalai
1. Intro – feat. Miller Zoltán
2. Büdös vas
3. Visszajövök (és seggbe rúglak)
4. Gengszterek úgy, mint a sztárok
5. Kartel Anthem 25 – feat. Miller Zoltán
6. Semmi személyes (itt minden üzlet) – feat. Majka
7. Pitbull – feat. Kalmár Botond, Gajzáró Diana, Diego és Donna
8. Bosszú
9. Tengertánc
10. Kartel Anthem 26 – bugger off
11. Dublin
12. 19 (i.m. ifj. Ocskay Gábor) – feat. Bede Sarolta
13. Ittas
14. Vaginaboogie
15. Amikor már azt hitted, hogy vége – feat. Majka, Bede Sarolta